# South Sumter
South Sumter és una concentració de població designada pel cens dels Estats Units a l'estat de Carolina del Sud. Segons el cens del 2000 tenia 3.365 habitants.

## Demografia
Segons el cens del 2000, South Sumter tenia 3.365 habitants, 1.196 habitatges i 851 famílies. La densitat de població era de 488,4 habitants/km².
Dels 1.196 habitatges en un 30,6% hi vivien nens de menys de 18 anys, en un 32,8% hi vivien parelles casades, en un 31,3% dones solteres, i en un 28,8% no eren unitats familiars. En el 24,9% dels habitatges hi vivien persones soles el 10,3% de les quals corresponia a persones de 65 anys o més que vivien soles. El nombre mitjà de persones vivint en cada habitatge era de 2,79 i el nombre mitjà de persones que vivien en cada família era de 3,35.
Per edats la població es repartia de la següent manera: un 29,7% tenia menys de 18 anys, un 8,6% entre 18 i 24, un 25,5% entre 25 i 44, un 22,5% de 45 a 60 i un 13,7% 65 anys o més.
L'edat mediana era de 35 anys. Per cada 100 dones de 18 o més anys hi havia 77,2 homes.
La renda mediana per habitatge era de 23.339 $ i la renda mediana per família de 24.939 $. Els homes tenien una renda mediana de 26.425 $ mentre que les dones 17.077 $. La renda per capita de la població era de 10.292 $. Entorn del 21,8% de les famílies i el 24,9% de la població estaven per davall del llindar de pobresa.

## Poblacions més properes
El següent diagrama mostra les poblacions més properes.